# Home (canção de Phillip Phillips)
"Home" é uma canção do artista musical estadunidense Phillip Phillips, contida em seu álbum de estreia The World from the Side of the Moon (2012). Foi composta e produzida por Drew Pearson, com auxílio na escrita por Greg Holden. A faixa foi lançada com single de estreia do cantor, após ele vencer a 11ª edição do American Idol.

## Desempenho nas tabelas musicais

### Posições
| Tabela musical (2012)               | Melhor posição |
| ----------------------------------- | -------------- |
| Canadá - Canadian Hot 100           | 9              |
| Estados Unidos - Billboard Hot 100  | 7              |
| Estados Unidos - Pop Songs          | 8              |
| Estados Unidos - Rock Songs         | 2              |
| Estados Unidos - Alternative Songs  | 39             |
| Estados Unidos - Country Songs      | 37             |
| Estados Unidos - Adult Pop Songs    | 1              |
| Estados Unidos - Adult Contemporary | 12             |
| Japão - Japan Hot 100               | 70             |

### Tabelas de fim-de-ano
| Tabela musical (2012)              | Posição |
| ---------------------------------- | ------- |
| Estados Unidos - Billboard Hot 100 | 49      |

### Certificações
| País                  | Certificação |
| --------------------- | ------------ |
| Estados Unidos - RIAA | 2× Platina   |